# Monika Leová

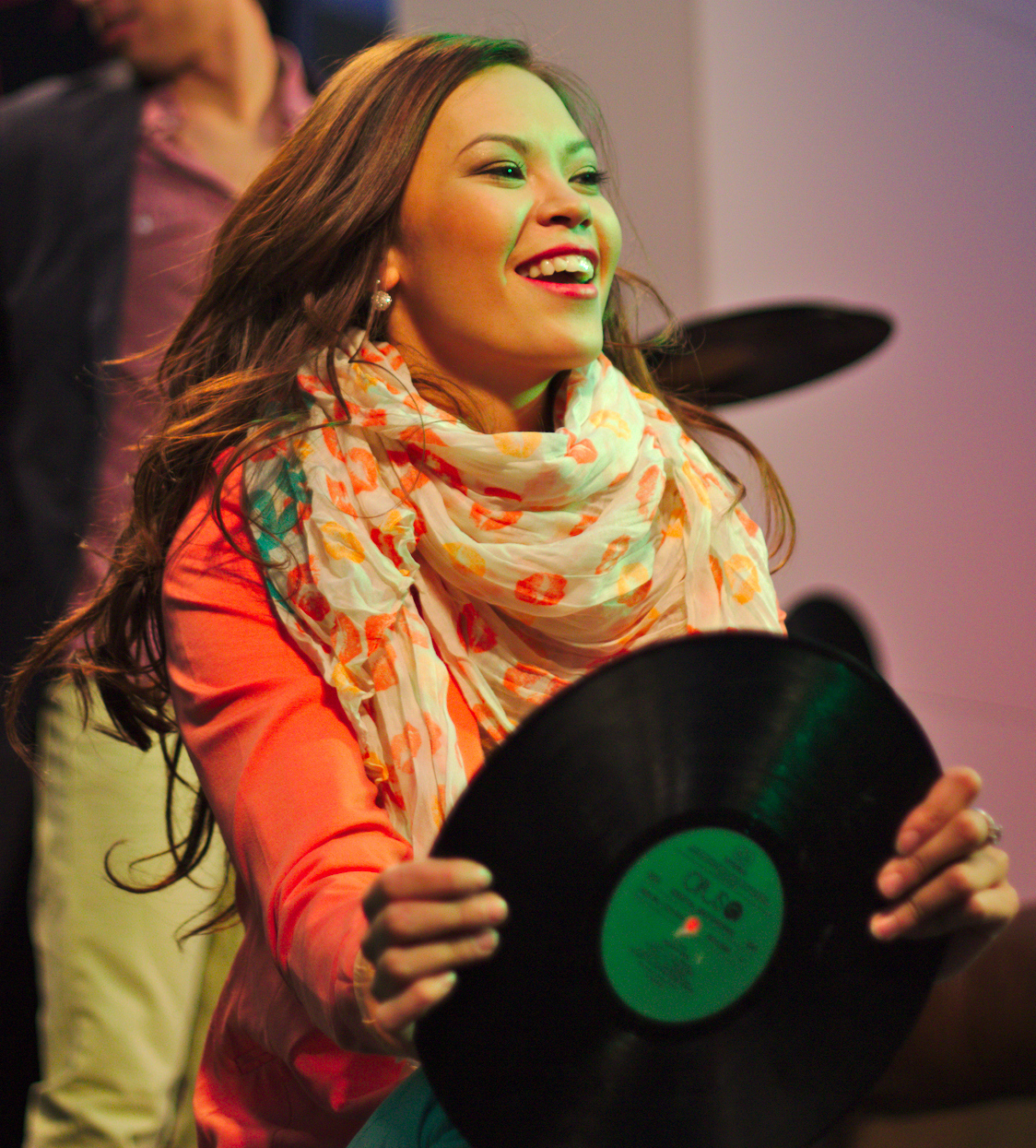
Monika Leová, 2013

Monika Leová (* 23. Juli 1991 in Prag) ist ein tschechisches Fotomodell und Fernsehmoderatorin tschechisch-vietnamesischer Herkunft.

## Lebenslauf
Monika Le wurde als Tochter eines vietnamesischen Vaters und einer tschechischen Mutter in Prag geboren, aber wuchs im Dorf Dvořisko bei Choceň auf. Da ging sie auch zur Schule. Von 2006 bis 2010 studierte sie an einer Handelsakademie in Choceň. 2010 trat sie in die  Wirtschaftsuniversität Prag ein, wo sie an der Fakultät für Informatik und Statistik studierte und 2014 das Bakkalaureat machte. Bekanntheit erlangte sie dadurch, dass sie 2012 bei der Wahl zur Miss VŠE den zweiten Platz belegte. Ein Jahr später wurde sie zur „Tschechischen Miss der Erde“ (tschechisch Česká Miss Earth) gekürt. Bald darauf unterschrieb sie einen Vertrag mit dem Privatfernsehen Prima, wo sie ab Sommer 2013 eine Sendung moderiert. Im Herbst 2013 vertrat Monika ihr Land bei Miss Earth auf den Philippinen. Seit Sommer 2018 ist Monika mit dem tschechischen Modeberater Martin Košín verheiratet. Monika Leová bezeichnet sich selbst als „Exhibitionistin“.

## Filmografie (Auswahl)
- 2016: V.I.P. vraždy (Fernseh-Kriminalreihe von Prima TV)
- 2018: Ohnivý kuře (Fernsehreihe von Prima TV)